# العلاقات الدنماركية الأيرلندية
العلاقات الدنماركية الأيرلندية هي العلاقات الثنائية التي تجمع بين الدنمارك وجمهورية أيرلندا.

## مقارنة بين البلدين
هذه مقارنة عامة ومرجعية للدولتين:
| وجه المقارنة                                              | الدنمارك                                                     | جمهورية أيرلندا                                       |
| --------------------------------------------------------- | ------------------------------------------------------------ | ----------------------------------------------------- |
| المساحة (كم2)                                             | 42.92 ألف                                                    | 70.27 ألف                                             |
| عدد السكان (نسمة)                                         | 5.79 مليون                                                   | 4.76 مليون                                            |
| الكثافة السكانية (ن./كم²)                                 | 134.9                                                        | 67.74                                                 |
| العاصمة                                                   | كوبنهاغن                                                     | دبلن                                                  |
| اللغة الرسمية                                             | اللغة الدنماركية                                             | اللغة الأيرلندية، لغة إنجليزية، الإنجليزية الأيرلندية |
| العملة                                                    | كرونة دنماركية                                               | جنيه أيرلندي، يورو، عملات اليورو الأيرلندية           |
| الناتج المحلي الإجمالي (بليون دولار)                      | 324.87 مليار                                                 | 333.73 مليار                                          |
| الناتج المحلي الإجمالي (تعادل القوة الشرائية) بليون دولار | 278.61 مليار                                                 | 318.16 مليار                                          |
| الناتج المحلي الإجمالي الاسمي للفرد دولار أمريكي          | 51.99 ألف                                                    | 61.13 ألف                                             |
| الناتج المحلي الإجمالي للفرد دولار أمريكي                 | 45.54 ألف                                                    |                                                       |
| مؤشر التنمية البشرية                                      | 0.900                                                        | 0.916                                                 |
| رمز المكالمات الدولي                                      | +45                                                          | +353                                                  |
| رمز الإنترنت                                              | .dk                                                          | .ie                                                   |
| المنطقة الزمنية                                           | توقيت وسط أوروبا، ت ع م+02:00، ت ع م+01:00، أوروبا/كوبنهاجن ‏ | 00، ت ع م+01:00، أوروبا/دبلن ‏                         |

## مدن متوأمة
في ما يلي قائمة باتفاقيات التوأمة بين مدن دنماركية وأيرلندية:
- ترتبط Aalborg Municipality [الإنجليزية]‏ مع غالواي باتفاقية توأمة منذ 1989.[15][16][17][18]
- ترتبط هولستيبرو مع بوندوران باتفاقية توأمة.
- ترتبط آلبورغ مع غالواي باتفاقية توأمة منذ 1979.[18][19][20][21]

## منظمات دولية مشتركة
يشترك البلدان في عضوية مجموعة من المنظمات الدولية، منها:
| علم المنظمة | اسم المنظمة                               | تاريخ انضمام الدنمارك | تاريخ انضمام جمهورية أيرلندا |
| ----------- | ----------------------------------------- | --------------------- | ---------------------------- |
|             | وكالة الفضاء الأوروبية                    | ?                     | ?                            |
|             | بنك التنمية الآسيوي                       | 1966                  | 2006                         |
|             | الاتحاد الأوروبي                          | 1973                  | 1973                         |
|             | وكالة ضمان الاستثمار متعدد الأطراف        | 12 أبريل 1988         | 27 أكتوبر 1989               |
|             | منظمة التعاون الاقتصادي والتنمية          | ?                     | ?                            |
|             | الأمم المتحدة                             | 24 أكتوبر 1945        | 14 ديسمبر 1955               |
|             | الفريق المعني برصد الأرض                  | ?                     | ?                            |
|             | منظمة حظر الأسلحة الكيميائية              | ?                     | ?                            |
|             | منظمة التجارة العالمية                    | 1995                  | ?                            |
|             | منظمة الشرطة الجنائية الدولية             | ?                     | ?                            |
|             | منظمة الأمن والتعاون في أوروبا            | 25 يونيو 1973         | 25 يونيو 1973                |
|             | مؤسسة التنمية الدولية                     | 30 نوفمبر 1960        | 22 ديسمبر 1960               |
|             | نظام تحكم تكنولوجيا القذائف               | 1990                  | 1992                         |
|             | يونسكو                                    | 4 نوفمبر 1946         | 3 أكتوبر 1961                |
|             | مجلس أوروبا                               | ?                     | ?                            |
|             | الاتحاد البريدي العالمي                   | ?                     | ?                            |
|             | البنك الدولي للإنشاء والتعمير             | 30 نوفمبر 1960        | 8 أغسطس 1957                 |
|             | الاتحاد الدولي للاتصالات                  | 1866                  | 8 ديسمبر 1923                |
|             | مؤسسة التمويل الدولية                     | 20 يوليو 1956         | 11 سبتمبر 1958               |
|             | المنظمة الأوروبية لسلامة الملاحة الجوية   | 1994                  | 1965                         |
|             | المركز الدولي لتسوية المنازعات الاستشارية | 24 مايو 1968          | 7 مايو 1981                  |
|             | مجموعة أستراليا                           | 1985                  | 1985                         |
|             | مجموعة الموردين النوويين                  | ?                     | ?                            |

## أعلام
هذه قائمة لبعض الشخصيات التي تربطها علاقات بالبلدين:
- إدموند بوركي (دبلوماسي دنماركي، 2 نوفمبر 1761[29] – 12 أغسطس 1821[29])
- توماس ديلاني (لاعب كرة قدم دنماركي، 3 سبتمبر 1991[30] – )
- جون لويس إميل دراير (13 فبراير 1852[31][32] – 14 سبتمبر 1926[31][32])

## وصلات خارجية
- موقع وزارة الخارجية الدنماركية
- موقع وزارة الخارجية الأيرلندية